# Waldglashütte unter dem Hilsborn

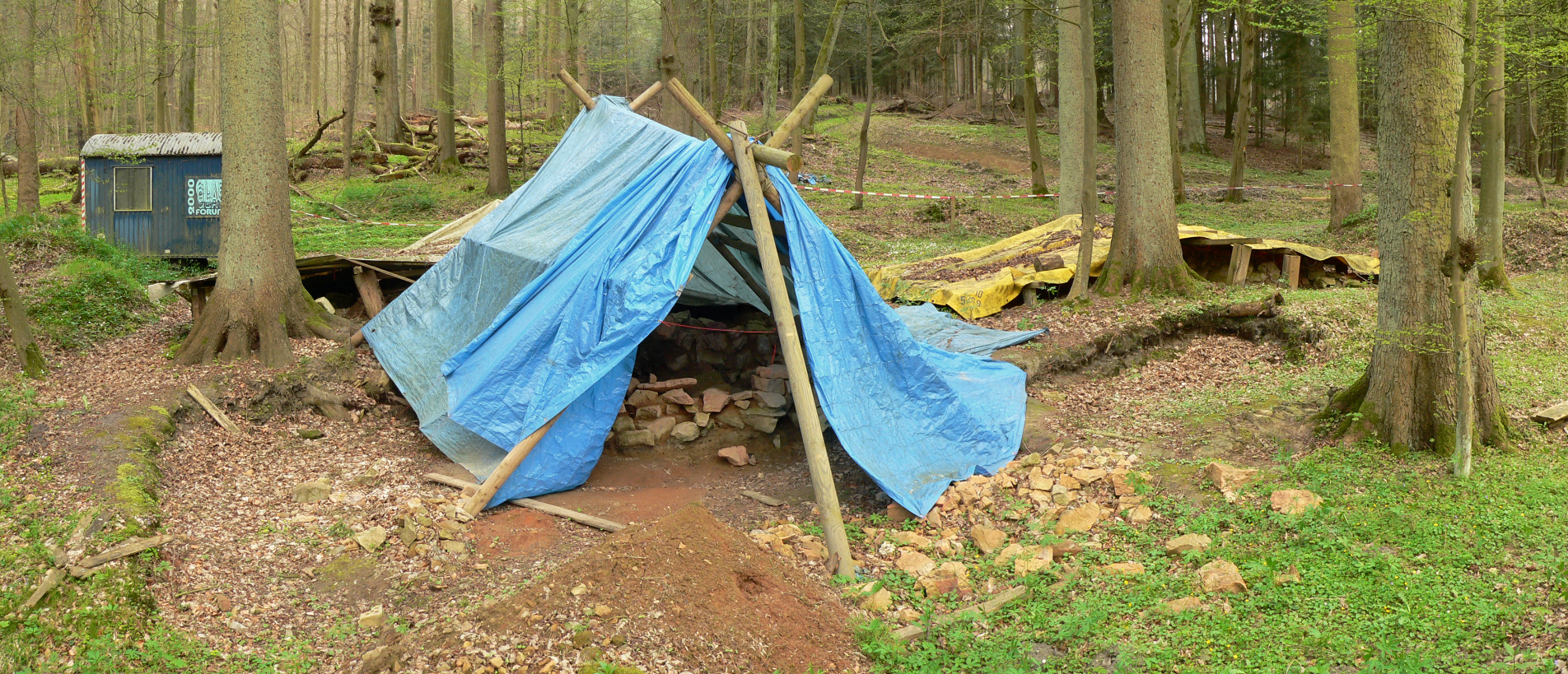
Mit Planen gesicherter Ausgrabungsbereich der Waldglashütte unter dem Hilsborn, 2014

Die Waldglashütte unter dem Hilsborn, auch als Waldglashütte Talsköpfe bezeichnet, war eine frühneuzeitliche Glashütte im Hils, die während des 17. Jahrhunderts Waldglas produzierte. Sie lag am Bach Hilsbornwasser zwischen Grünenplan und Eschershausen. Betriebsdetails sind in einer Beschreibung von Matthäus Merian aus dem Jahre 1654 schriftlich überliefert. Der Glashüttenplatz, an dem oberirdisch keine Baulichkeiten erhalten blieben, ist ein archäologisches Denkmal. Es wird seit 1996 von der archäologischen Denkmalpflege des Landkreises Holzminden untersucht und freigelegt.

## Lage und Name
Die Waldglashütte lag etwa 1,5 km südwestlich vom Ortszentrum des „Glasmacherortes“ Grünenplan am Hilsbornwasser. Der Bach wird heute als Grünenplaner Wasser bezeichnet und ist weiter oberhalb durch den Hilsbornteich angestaut. Der frühere Glashüttenplatz liegt in einem bewaldeten Tal unmittelbar an der Landesstraße L 484 zwischen Grünenplan und Eschershausen. Die Benennung der Waldglashütte unter dem Hilsborn resultiert aus ihrer Lage am Bach Hilsbornwasser beziehungsweise aus der Nähe zur Quelle (-born) des Baches. Viele andere Glashütten führten Namensendungen mit -born, da sie betriebsbedingt an fließendem Wasser lagen. Die Waldglashütte unter dem Hilsborn wird auch als Waldglashütte Talsköpfe wegen ihrer Lage im Forstort Talsköpfe bezeichnet.
Im näheren Umfeld der Waldglashütte unter dem Hilsborn (1630–1662/68) gab es zwei weitere Waldglashütten. Die 1970 archäologisch untersuchte Hütte auf der Hilsbornwiese (1624–?) lag etwa 800 Meter weiter westlich auf der Waldwiese am Hilsbornteich und die 1989 archäologisch untersuchte Hütte am Glasebach (1650–1668) lag etwa 1 km nördlich auf der Glasebachwiese.

## Allgemeines

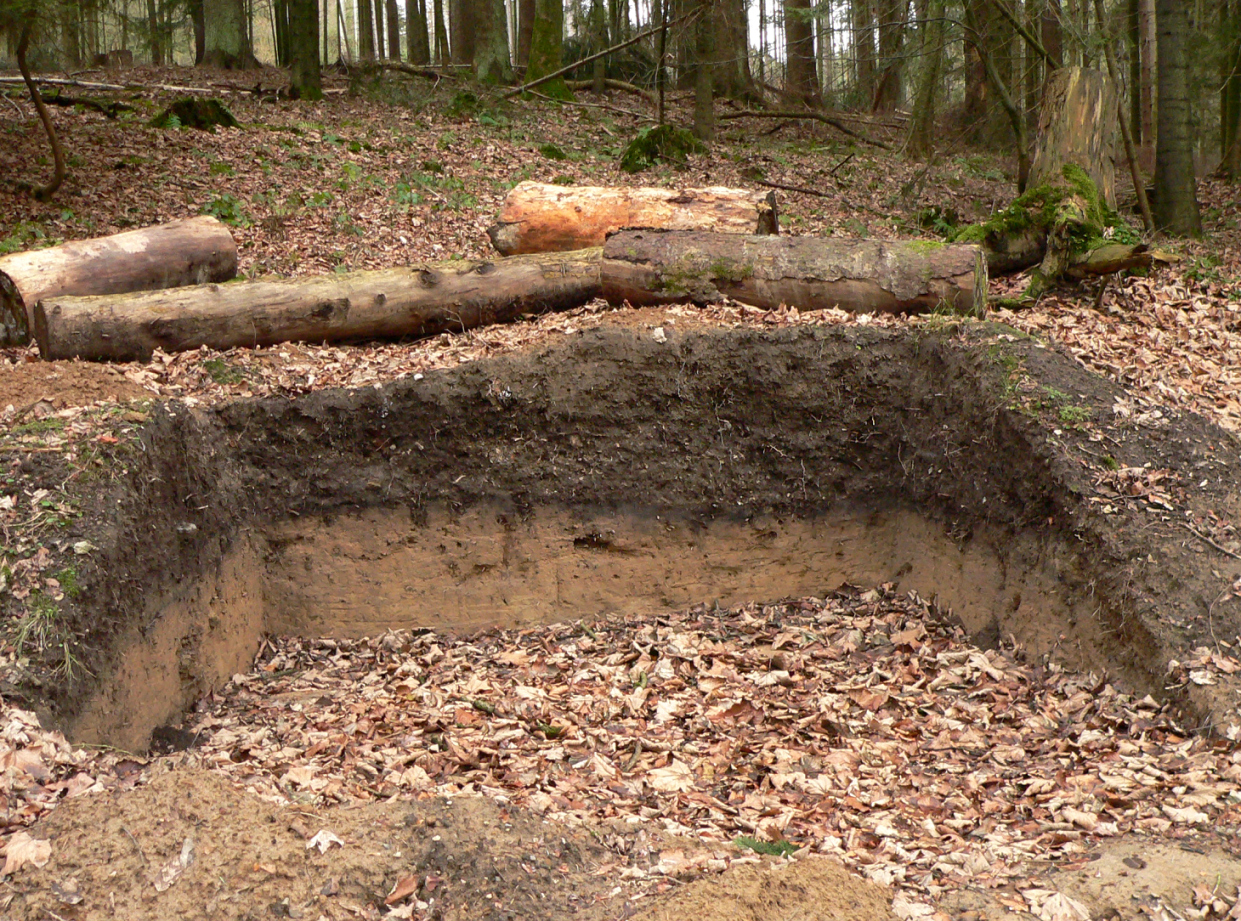
Bodenaufschluss an einem Erdhügel an der Grabungsstelle unter dem Hilsborn

Aufgrund des Holzreichtums der bewaldeten Höhenzüge entstanden im Weserbergland seit dem Mittelalter zahlreiche Waldglashütten. Diese Bedingungen waren auch bei der Erhebung des etwa 12 km langen und fünf Kilometer breiten Bergrückens des Hils gegeben. Durch archivalische und archäologische Forschungen sind bisher die früheren Standorte von 18 mittelalterlichen und 15 frühneuzeitlichen Glashütten nachweisbar. Die Entstehung der ersten Waldglashütten im Hils wird Mitte des 12. Jahrhunderts angenommen. Die letzte Waldglashütte stellte dort 1726 ihren Betrieb ein. Danach gab es nur noch ortsfeste Manufakturen, wie die 1744 gegründete Spiegelglashütte auf dem Grünen Plan, aus deren Arbeitersiedlung sich Grünenplan entwickelte. Im Ort selbst setzte sich die Glasmacherei bis in die Gegenwart fort und wird heute vom Unternehmen Schott betrieben.
Reste von Waldglashütten finden sich heute hauptsächlich in Waldgebieten, wo keine spätere Zerstörung durch Ackerbau stattgefunden hat. Erkennbar sind die früheren Standorte an kleinen hügelartigen Erhebungen, die aus Ofenresten oder Produktionsabfällen bestehen.

## Geschichte

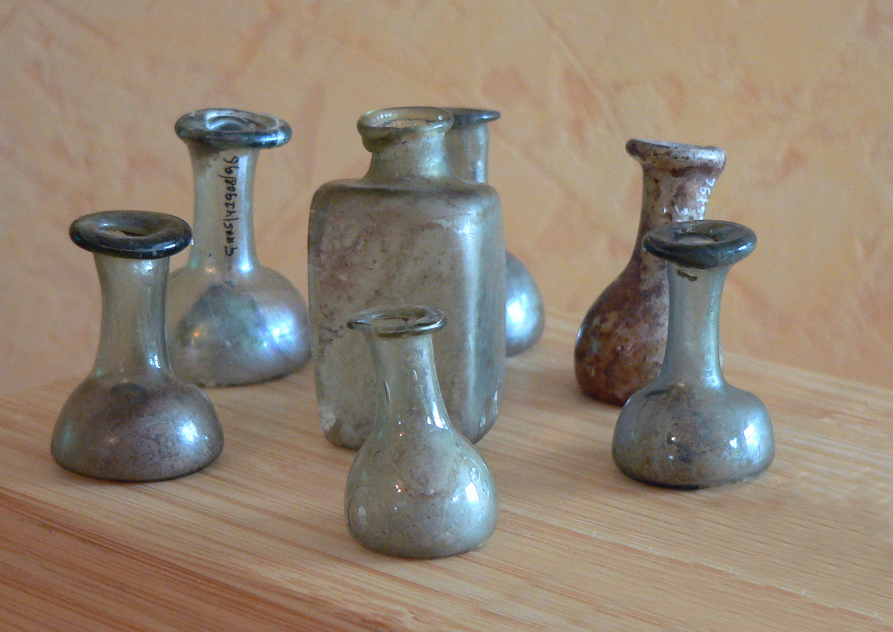
Gefundene Apothekerfläschen

Laut den archivalischen Quellen entstand die Waldglashütte unter dem Hilsborn um 1630. Bereits kurz nach der Hüttengründung kam es um 1635/36 während des Dreißigjährigen Kriegs zu einem Überfall auf die Glashütte. Die herzogliche Kammer von Herzog August dem Jüngeren von Braunschweig notierte, dass der Hüttenmeister den Jahreszins von 240 Talern nicht abliefern konnte. Die Produktion soll 12 Wochen stillgestanden haben, da der Ofen von Soldaten zerstört worden sei.
Einigen Quellen zufolge produzierte sie Glas bis 1662, anderen Quellen zufolge bis zu den Jahren 1667/68. In beiden Fällen handelt es sich um eine ungewöhnliche lange Betriebsdauer, da Waldglashütten nach wenigen Jahren Betriebsdauer weiter wanderten, da der Wald in der näheren Umgebung nach wenigen Jahren stark mitgenommen war. Grund war der enorme Holzverbrauch zur Beheizung der Öfen und zur Gewinnung des Flussmittels Pottasche. Üblicherweise erteilten die Herzöge von Braunschweig und Lüneburg Konzessionen seinerzeit nur auf fünf bis acht Jahre. Die näheren Gründe für die über 30-jährige Betriebsdauer sind nicht bekannt. Eine Ursache könnte der Dreißigjährige Krieg und dessen Folgen gewesen sein, sodass die Verträge nicht kontrolliert wurden.
Erbauer der Hütte war der Hüttenmeister Hans Greiner. Kurz nach der Gründung verstarb er und sein Schwiegersohn Franz Seidensticker übernahm die Hütte bis 1656. Dann übergab er den Betrieb seinem Sohn Hans Gerhard Seidensticker und gründete im Solling die Waldglashütte am Lakenborn. In der Topographie der Herzogtümer Braunschweig und Lüneburg von 1654 werden zwei Glashütten im Hils erwähnt:

„Es sind auch in diesem Walde zweene ansehnliche Glashütten verhanden, in deren jeden bey die 24 Personen continuirlich, so Tages als Nachtes blasen und arbeiten. […] Das Glaß wird in grosser Menge binnen Landes verkaufft, das meiste aber ausserhalb nacher Bremen, Amsterdam und Holland, auch von dannen in weit andere Länder verfahren.“

Auch berichtet Merian über eine Zweiteilung der beiden Glashütten, wonach es jeweils einen Produktionsbereich für Hohlglas und einen anderen für Fensterglas gab:

„Und wird eine jede Hütte in zwo Seiten abgetheilet, uff deren eine die Wein- unnd Biergläser, auf der andern aber das Schorff- und Fensterglaß, auch schöne helle Fensterscheiben verfertigt werden.“

Wahrscheinlich handelt es sich bei den beschriebenen Glashütten im Hils um die Hütte unter dem Hilsborn und die nahe gelegene Hütte auf der Glasebachwiese.
Aus dem Jahre 1663 liegt zu den Hüttenbewohnern unter dem Hilsborn ein Verzeichnis durch einen Kirchenbucheintrag in Delligsen vor. Zur Hütte gehörten 39 Personen, darunter 16 Männer, 15 Frauen und sechs Jungen sowie zwei Mädchen. Es handelt sich um die Beschäftigten, ihre Ehefrauen und Kinder sowie Mägde. Auch besteht eine Kopfsteuerbeschreibung des Amtes Greene vom Dezember 1663. Sie enthält die Namen der Hüttenleute, die mit ihrer Funktion erwähnt werden, zum Beispiel als Meister, Geselle, Glasmaler, Wirker, Aufbläser, Strecker oder als Kesseljunge.
Lange Zeit waren die Standorte der geschichtlich überlieferten Glashütten vergessen. 1928 wurden im Forstort Talsköpfe Reste einer Glashütte gefunden, die als die überlieferte Hütte unter dem Hilsborn identifiziert wurde. Dies führte 1955 zu ersten Schürfungen durch einen Schulrektor.

## Ausgrabungen

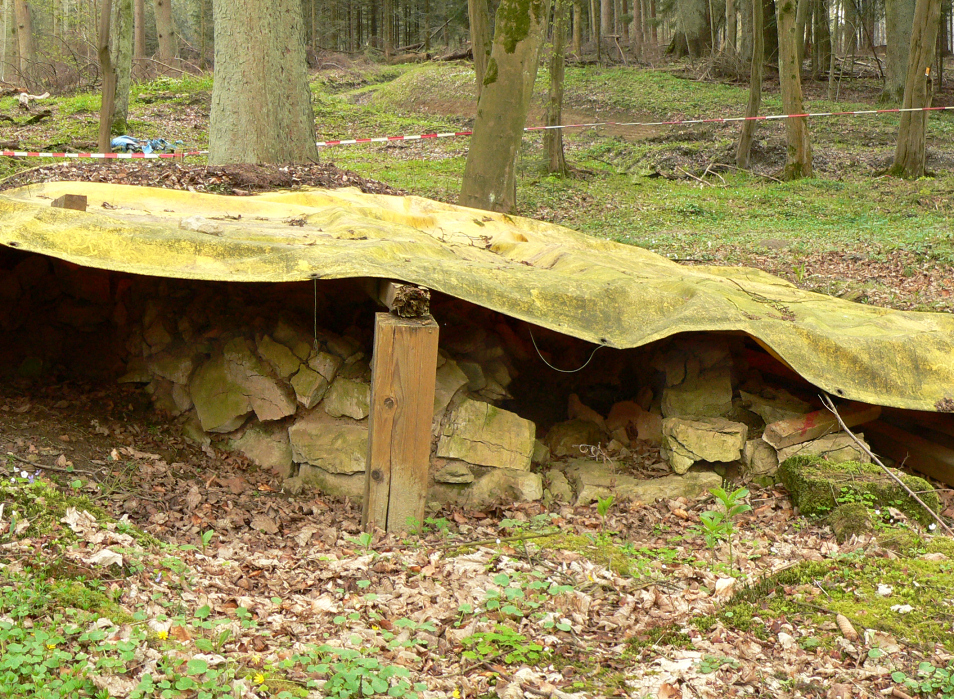
Freigelegte Reste eines Glashüttenofens unter einer Abdeckung

Eine erste wissenschaftliche Untersuchung des Glashüttenplatzes erfolgte 1996 durch eine Ausgrabung durch die archäologische Denkmalpflege des Landkreises Holzminden. Anlass dazu gaben anhaltende Schürfungen und Raubgrabungen. Weitere Grabungen erfolgten bis 2001 jährlich und danach sporadisch bis heute (2014), ohne dass sie abgeschlossen sind. Die Grabungsbereiche sind mit Planen gegen Witterungseinflüsse gesichert.

### Grabungsbereiche
Vor der ersten Grabung erfolgte eine Kartierung des Bodenreliefs mit seinen Erhebungen, die auf glastechnische Abfälle oder Ofenhügel hindeuteten. Unmittelbar am Bachlauf fiel in einem kleinen Bereich eine Gruppe von vier Hügeln auf, die zum Teil durch jüngere Waldwege angeschnitten waren. Bereits oberirdisch war ein Schleier von glastechnischen Abfällen sichtbar, wobei sich die meisten Produktionsabfälle an der Böschung des Baches fanden. Eine weitere künstlich geschaffene Erhebung lag etwas abseits östlich der Hügelgruppe in einem Bereich, der als Wohnbereich der Glasmacher identifiziert wurde. Dorthin führte, von der Hügelgruppe aus gesehen, eine Hohlwegspur. An der Böschung des Baches wurde eine bis zu 1,5 Meter hohe Abfallhalde erkannt, was ein Sondageschnitt bestätigte. Auf der gegenüberliegenden Bachseite wurde ebenfalls eine künstliche Erhebung in ovaler Form festgestellt, in deren Bereich sich das Warenlager der Glashütte befand. Als spektakulär sehen die Archäologen dort die Entdeckung von Gläser, Römern und Flaschen an, die noch in ihrer Strohverpackung versandfertig aufgefunden wurden.
Die Grabungen erfolgten an der Hügelgruppe, da dort dicht nebeneinander liegende Öfen der früheren Glashütte vermutet wurden. Bei den vier dort ausgegrabenen Öfen ist anzunehmen, dass sie in einer hölzernen Werkhalle standen, die durch eine Holzkonstruktion überdacht war. In der Nähe stand eine Holzhütte, in deren Bereich sich Reste eines Kachelofens fanden. Daher wird vermutet, dass die Hütte einem Schürer gehörte, der rund um die Uhr für die Befeuerung der Arbeitsöfen zu sorgen hatte.

### Glasöfen

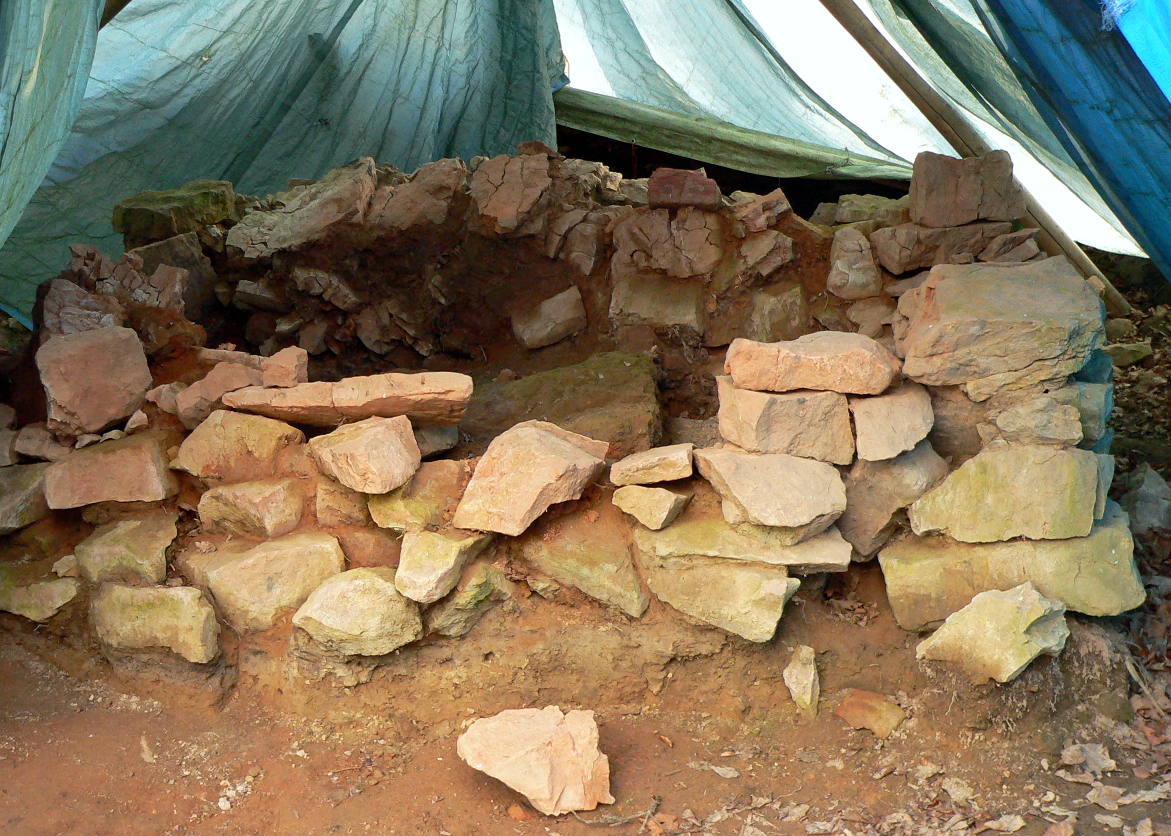
Ausgegrabener Glashüttenofen

Bei einem der freigelegten Glasöfen handelte es sich um einen langgestreckten liegenden Ofen, der aus Buntsandstein des Hils und Lehm errichtet wurde. Er hat die Ausmaße von etwa sieben Metern Länge und fünf Metern Breite. An dem Ofen war an zwei Seiten jeweils ein Nebenofen angesetzt. Es dürfte sich um Kühlöfen gehandelt haben, die vom Hauptofen beheizt wurden, aber mit niedrigeren Temperaturen betrieben wurden. Vom Hauptofen waren die Seitenwände des Feuerungskanals bis in 80 cm Höhe erhalten. Im Feuerungskanal hat sich, durch die Hitze verhärtet, der Bodenbelag erhalten, der aus Ton oder Lehm im Gemisch mit Quarzsand bestand. Auf der Ofenbank ist ein geplatzter Hafen zurückgelassen worden. Weitere Fundstücke waren Fragmente von Modeln, Häfen und Glas.
Ein weiterer freigelegter Ofen bestand aus unbehauenen Hilssandsteinen in unregelmäßigem Mauerwerk, das in Lehm gesetzt worden war. Ein dritter Ofen bestand aus demselben Baumaterial und hatte einen langen Feuerungskanal sowie einen runden Schmelzraum. Bei ihm ließen die noch im Ansatz vorhandenen Steine eine tonnenförmige Überwölbung erkennen. Eine starke Brandrötung an den Steinen und die Porosität des Steinmaterials wiesen auf eine intensive Befeuerung mit hohen Temperaturen hin. Der vierte Ofen bestand ebenfalls aus Sandstein und war durch einen jüngeren Waldweg überdeckt.

### Wohngebäude
Als 1999 bei Forstarbeiten östlich und etwas abseits vom Glashüttenplatz vorgenommen wurden, trat Hausrat der damaligen Glasmacher aus dem Erdboden. Bei näheren Untersuchungen wurden Reste eines Wohngebäudes entdeckt. An der Stelle fand sich eine Brandschicht im lehmigen Waldboden, der brandgerötet war. In der Brandschicht lagen brandgeschwärzte Glasscherben, darunter das Fragment eines Reichsadlerhumpens mit der Jahreszahl 1662. Bei den geborgenen Glasresten handelte es sich um venezianisches Glas sowie um Fayencen. Gefundene Keramikscherben deuten darauf, dass die Glasmacher heimisches Steinzeug aus den Räumen Duingen, Coppengrave, Bad Münder und Völksen nutzten. Auch wurde das Fundament eines Kachelofens entdeckt. Die Ausmaße des Gebäudes konnten nicht ermittelt werden, da keine Pfostenlöcher gefunden wurden und kein Fundament vorhanden war. Es ist anzunehmen, dass das Gebäude aus Holz bestand, wie es der Landesherr den Glasmachern im Hils vorschrieb. Bei der Betriebsaufgabe waren die Produktions- und Wohngebäude abzureißen. Daher ist anzunehmen, dass es sich bei dem entdeckten Gebäude um einen Holzbau handelte, den die Hüttenleute abbrannten, als sie den Platz um 1667/68 verließen.

### Überfall
Der historisch überlieferte Überfall um 1635/36 während des Dreißigjährigen Kriegs ließ sich bei den Ausgrabungen anhand zahlreicher Relikte archäologisch nachweisen. Bei der systematischen Absuche des Hüttengeländes mit Metallsuchgeräten in den Jahren 2013 und 2014 wurden etwa 100 Geschosse, darunter Musketen- und Pistolenkugeln aus Blei, dokumentiert. Die Fundstellen lassen Rückschlüsse auf den Standort der Angreifer zu, die auf die Gebäude der Glasmacher gefeuert haben. Außerdem wurden Reste eines Mörsergeschosses von 30 cm Durchmesser und ein Schwertknauf gefunden.

### Fundstücke
Im Bereich der freigelegten Glashüttenöfen fanden sich Werkzeuge der Glasmacher, wie eine Glasmacherschere und eine Zange aus Eisen sowie Einblasformen aus Ton. Eine Vielzahl an Hohlglasfragmenten fanden sich gegenüber der Produktionsstätte auf der Nordseite des Baches, in einer flachen künstlichen Erhebung. Die Glasreste lagen in einer Schicht mit verkohlten Holzbohlen. Daraus lässt sich schließen, dass hier das Lager der Glashütte stand, das abgebrannt ist. Unter den Fundstücken waren Römer aus grünlichem Glas auf Fadenfuß, deren kugelförmigen Kelche meist zerbrochen waren. Die erhaltenen Unterteile waren mit Nuppen verziert. Bei anderen gefundenen Gläsern handelte es sich um Kelchgläser mit Warzendekor. Auch fanden sich Fragmente von Biergläsern in honiggelber Färbung. Weitere Fundstücke waren kleine Flaschen, die wie einst zum Versand deponiert nebeneinander lagen. Scherben von Fensterglas fanden sich aus grünem und braunem Glasmaterial. Mit 28 Fundstücken wurde hier erstmals in Mitteleuropa die Serienproduktion von Glättgläsern als gläserner Vorläufer des Bügeleisens gefunden.

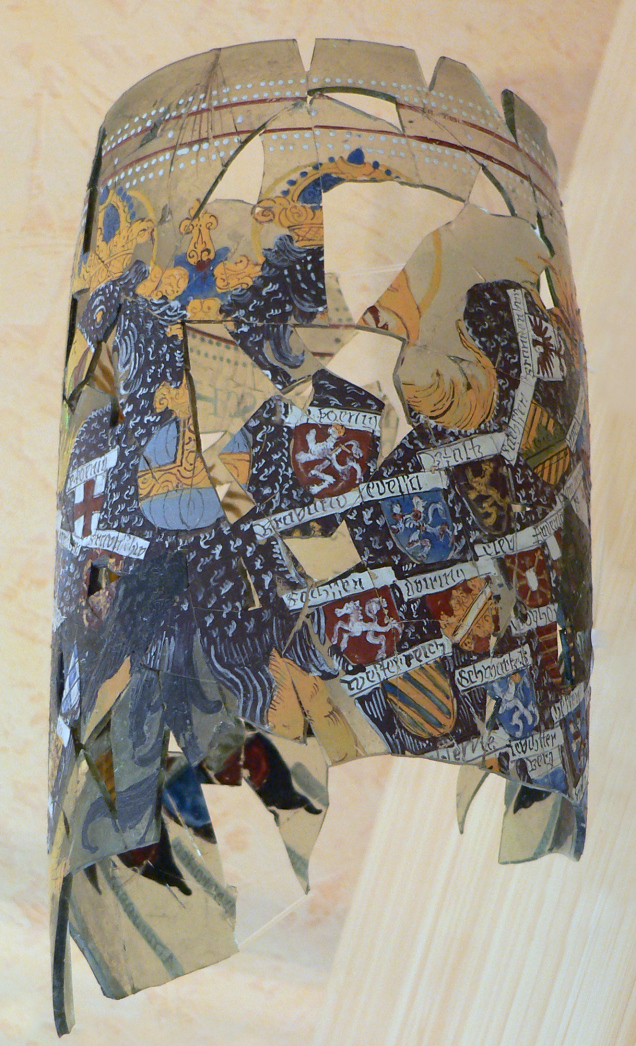
Reichsadlerhumpen von 1662, aus Fragmenten wieder zusammengesetzt
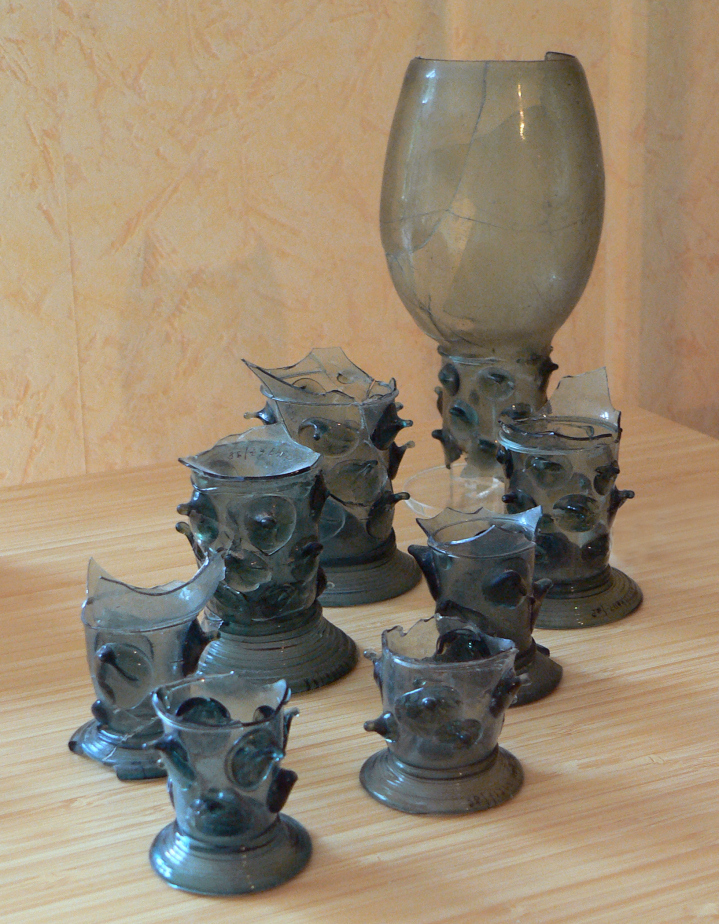
Römer auf Fadenfuß  mit Nuppen
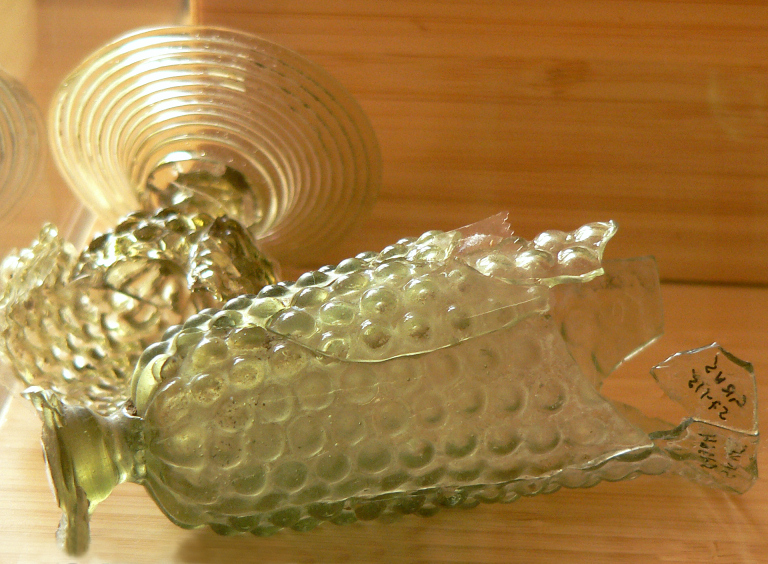
Kelchgläser mit Warzendekor
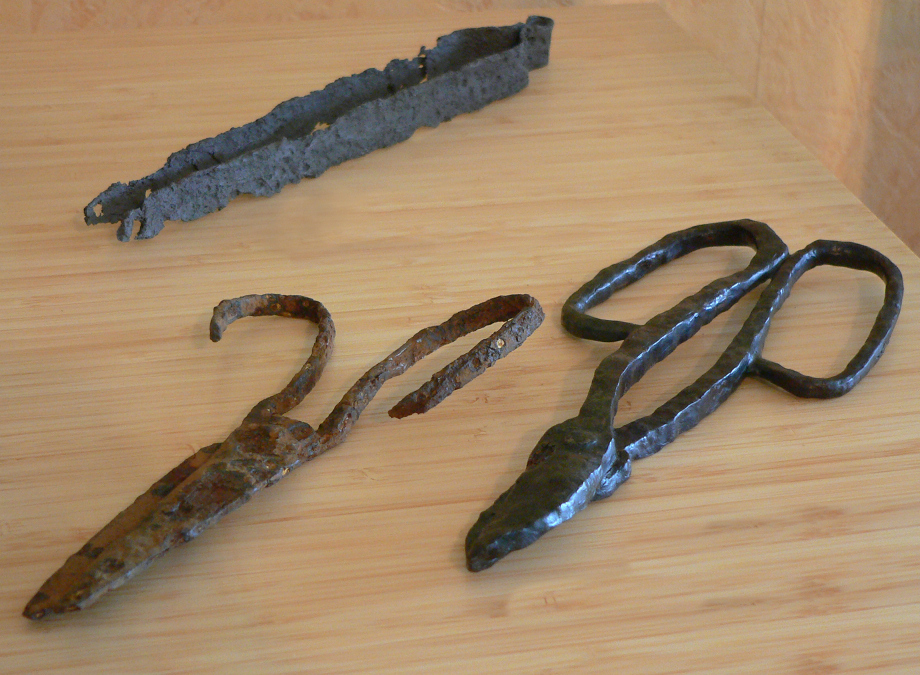
Glasmacherscheren und Glasmacherzange

## Präsentation
Der gute Erhaltungszustand der seit 1996 ausgegrabenen Glasöfen bot Anlass, sie der Fachwelt vorzustellen. Das führte im Jahre 2000 zu einer wissenschaftlichen Konferenz in Grünenplan, die in Verbindung mit der in Hannover stattfindenden Weltausstellung Expo 2000 stand. An der als 1. Internationalen Symposium zur archäologischen Erforschung mittelalterlicher und frühneuzeitlicher Glashütten Europas bezeichneten Veranstaltung nahmen 70 Wissenschaftler und Glasforscher aus Deutschland, der Schweiz, Österreich und Tschechien teil. Die in Grünenplan begonnene Veranstaltungsreihe wurde in den Folgejahren an anderen Orten in Deutschland fortgesetzt.
Heute (2014) werden etliche Fundstücke der Ausgrabungen im Erich-Mäder-Glasmuseum in Grünenplan gezeigt, wo auch ein freigelegter Glasofen der Glashütte wieder aufgebaut wurde. Am Tag des Offenen Denkmals am 14. September 2014 wurde im Glasmuseum eine mehrwöchige Sonderausstellung unter dem Titel „Waldglas 1632-1667“ mit neueren Funden von der Grabungsstelle eröffnet. Dies war auch Anlass für die Herbsttagung 2014 des Westfälischen Glasforums im Museum.

## Historische Kulturlandschaft
Die Glashütte liegt innerhalb der 48 km² großen historischen Kulturlandschaft Protoindustrielandschaft Hilsmulde, die von landesweiter Bedeutung ist. Diese Zuordnung zu den Kulturlandschaften in Niedersachsen hat der Niedersächsische Landesbetrieb für Wasserwirtschaft, Küsten- und Naturschutz (NLWKN) 2018 getroffen. Ein besonderer, rechtlich verbindlicher Schutzstatus ist mit der Klassifizierung nicht verbunden.